# مقاطعة تايلر (فرجينيا الغربية)
مقاطعة تايلر هي مقاطعة في فيرجينيا الغربية، في الولايات المتحدة الأمريكية، بلغ عدد سكانها 9,208  نسمة في 2010، عاصمتها ميدلبورن، تبلغ مساحتها 675 كيلومتر مربع.

## الموقع
تشترك في الحدود مع:
- مقاطعة ويتزل (فرجينيا الغربية).

## أعلام
- تشارلز ولز راسيل
- دانيال د. جونسون
- جورج جي. مور